# Grand Ole Opry
Die Grand Ole Opry (kurz Opry) ist die langlebigste Radioshow der US-Rundfunkgeschichte. Die seit 1925 allwöchentlich aus Nashville übertragenen Country-Musik-Konzerte haben seit Jahrzehnten Kultstatus.

## Geschichte

### Anfänge

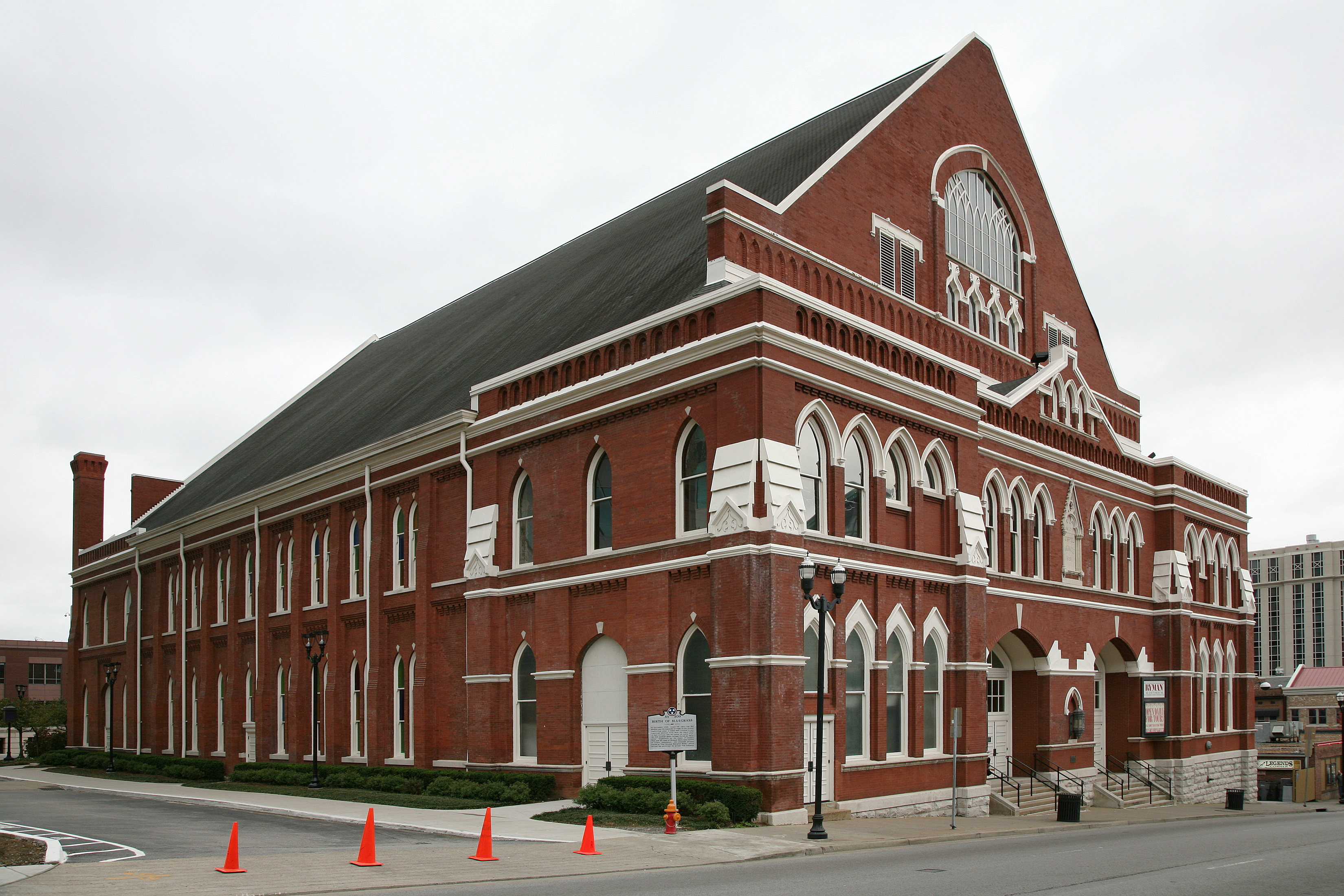
Das Ryman Auditorium

Am 5. Oktober 1925 begann der der Versicherungsgesellschaft National Life & Accident Insurance Company gehörende Radiosender WSM mit dem Sendebetrieb. Einen Monat später stieg George D. Hay als Programmdirektor ein, der als Förderer der Old-Time Music galt. Die Geburtsstunde der Barn Dance Show, der Vorläuferin der Grand Ole Opry, schlug am 28. November desselben Jahres mit dem 77 Jahre alten Fiddler Uncle Jimmy Thompson als erstem Künstler. Von da an wurde die Show jeden Samstagabend gesendet und schnell zu einem großen Erfolg. Erste Stars waren Dr. Humphrey Bate and his Possum Hunters, DeFord Bailey oder Uncle Dave Macon.
1927 wurde die Show in Grand Ole Opry umbenannt. War die Reichweite des Radiosenders zunächst auf das ländliche Tennessee begrenzt, erhielt WSM Anfang der dreißiger Jahre einen neuen Frequenzbereich zugewiesen, der einen ungestörten Empfang in ganz Nordamerika ermöglichte. 1939 wurde WSM in das NBC-Network eingespeist. Die Bedeutung der Show nahm dadurch ständig zu. Für einen Country-Musiker war es das höchste Ziel, in der Grand Ole Opry aufzutreten.
In den Anfangsjahren wurde aus dem WSM-Studio gesendet, das sich in dem Versicherungsgebäude der National Life & Accident-Versicherung befand. Nach einigen Zwischenstationen fand man 1943 eine neue Heimstätte im 3000 Sitzplätze umfassenden Ryman Auditorium, einer ehemaligen Kirche, deren rustikale Innenausstattung ein stimmungsvolles Ambiente für die Konzerte darstellte.

### Aufstieg
Ende der 1930er-Jahre manifestierte die Opry ihren Ruf und Erfolg endgültig. Die Konzerte waren ständig ausverkauft und die Quote des Radiosenders stets zufriedenstellend. Trotz der Konkurrenz anderer Shows konnte sich die Opry immer behaupten. Sie förderte die jungen Talente sehr, die dort auftraten. Roy Acuff, Hank Williams oder Bill Monroe waren nur einige der Künstler, die durch ihre Auftritte in der Sendung berühmt wurden.
In den 1950er-Jahren nahm die Beliebtheit unter den jungen Hörern stark ab. Der um 1954 einsetzende Rock ’n’ Roll raubte der Country-Musik das jugendliche Publikum, und auch die Opry musste Verluste hinnehmen. Viele Künstler aus der „goldenen Ära“ bestritten aber weiterhin Stammauftritte. An die früheren Erfolge konnte jedoch nicht mehr angeknüpft werden; die Musikszene hatte sich zu stark verändert.

### Umzug nach Opryland

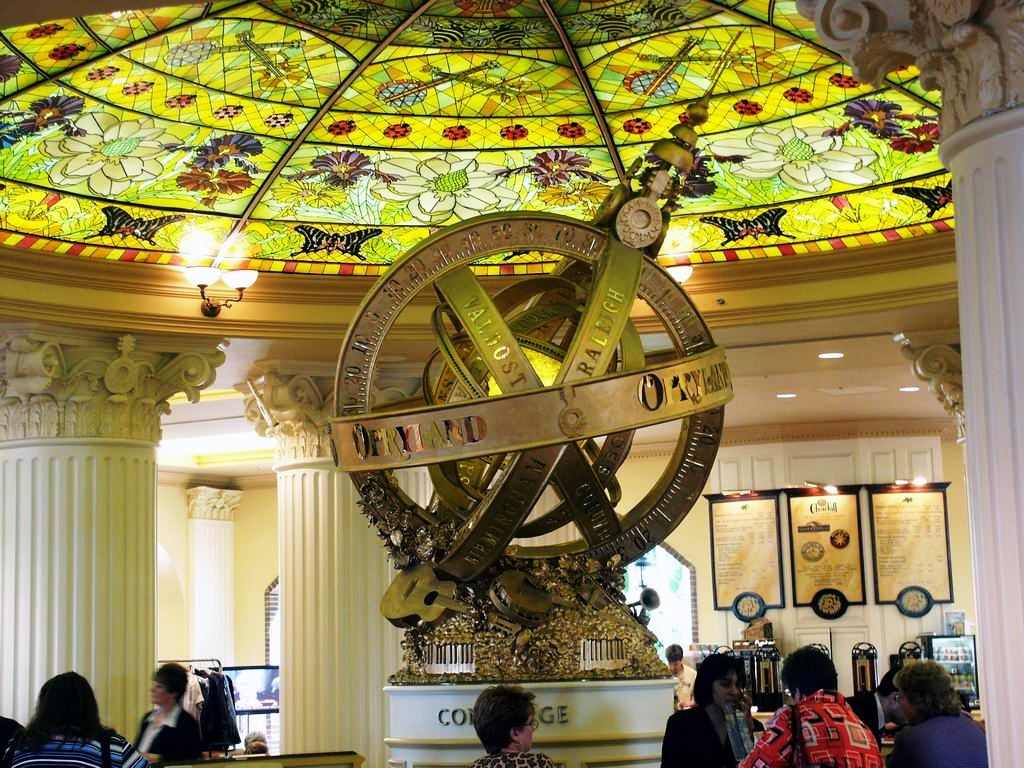
Lobby des Opryland-Komplexes

Das Ryman Auditorium erwies sich trotz des nachlassenden Erfolges als zu klein. Am 16. März 1974 zog die Radioshow aus der Innenstadt Nashvilles in den etwas außerhalb am Cumberland River gelegenen Entertainment-Komplex Opryland, dessen Konzerthalle 4400 Zuschauer aufnehmen kann und wesentlich mehr Komfort bietet. Der zu Opryland gehörende Vergnügungspark wurde 1997 geschlossen und in das Einkaufszentrum Opry Mills und den größten Hotelkomplex der Welt, der nicht an ein Spielcasino angeschlossen ist, namens Gaylord Opryland Resort & Convention Center umgebaut.
Die Bedeutung der Grand Ole Opry hat heutzutage etwas nachgelassen, der Kultstatus ist aber geblieben, wenn auch mittlerweile Touristen den größten Teil der Zuschauer darstellen. Die Shows werden nach wie vor vom amerikanischen Radiosender WSM sowie dem Fernsehsender Great American Country Network übertragen.

## Politik der Opry

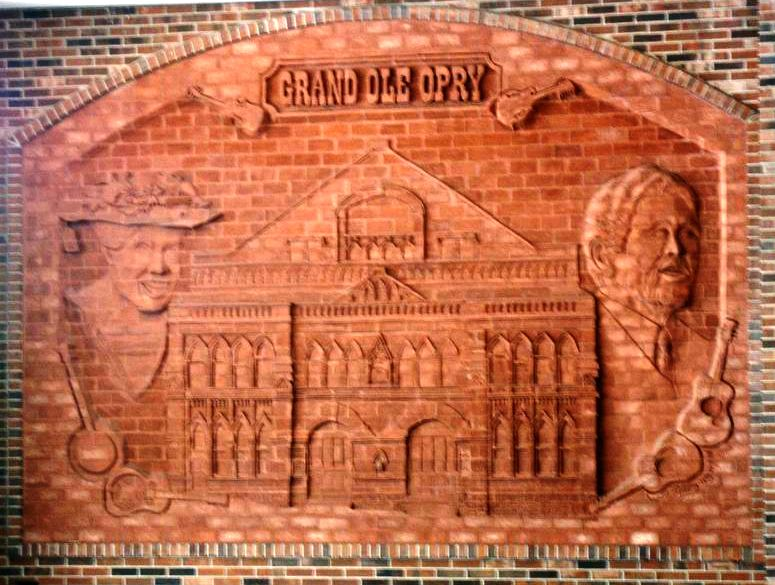
Eingang zur Grand Ole Opry

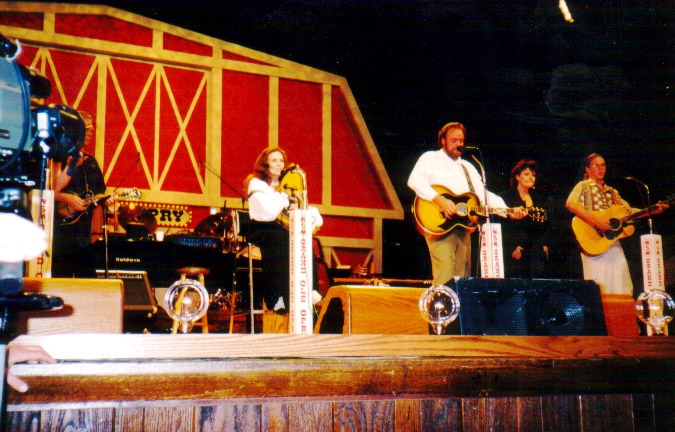
June Carter Cash in der Opry, 1999

Das Management der Opry war bekannt für seine konservative Grundhaltung. Schlagzeug und E-Gitarre waren lange Jahre verpönt. Die E-Gitarre wurde ab 1946 zumindest gestattet, jedoch zunächst selten eingesetzt. Man versuchte, alle Modeströmungen aus der Show herauszuhalten. Der Rock ’n’ Roll, der seine Ursprünge in der Country-Musik hat, wurde ignoriert. Am 2. Oktober 1954 trat der junge Elvis Presley in der Grand Ole Opry auf; ihm wurde der Legende zufolge nach diesem einzigen Auftritt empfohlen, besser wieder als Lastwagenfahrer zu arbeiten. 
Zwar traten in den nächsten Jahren einige weitere Rockabilly-Interpreten auf, mussten jedoch aufs Schlagzeug verzichten, so unter anderem Marty Robbins und Carl Perkins. Auch Johnny Cash, der anfangs noch nicht über einen Schlagzeuger verfügte, wurde schnell zum Publikumsliebling, doch seine Alkoholprobleme führten 1965 zu einem Hausverbot in der Opry. Als dieses 1968 aufgehoben wurde, wurden nun auch Schlagzeug und Bläser erlaubt.
Ein Künstler konnte Gastauftritte bestreiten oder ständiges Mitglied werden. Ein Problem der ständigen Mitglieder waren die harten Vertragsbedingungen. Für äußerst wenig Geld musste eine hohe Zahl von Auftritten zugesagt werden (anfangs 26 Samstagabend-Shows, später wurde die Zahl auf 20 reduziert, für Auslandskonzerte konnte man sich beurlauben lassen). Kündigte sich ein ständiges Mitglied bei Werbeaktionen für seine Tourneen als „Grand Ole Opry Star“ an, mussten 15 % der Einnahmen an die WSM abgeführt werden. Allerdings steigerten Interpreten, die Mitglied der Opry waren, die Verkaufszahlen ihrer Platten erheblich. Erst in den 1970er Jahren konnten es sich Stars wie Merle Haggard leisten, auf Auftritte dort zu verzichten.

## Kulturelle Bedeutung
Aufgrund ihrer kulturellen und historischen Bedeutung für die Vereinigten Staaten wurde die erste, am 14. Oktober 1939 landesweit über das NBC-Network ausgestrahlte Radiosendung der Grand Ole Opry am 27. Januar 2003 in die National Recording Registry der Library of Congress aufgenommen. 

## Europäer in der Opry

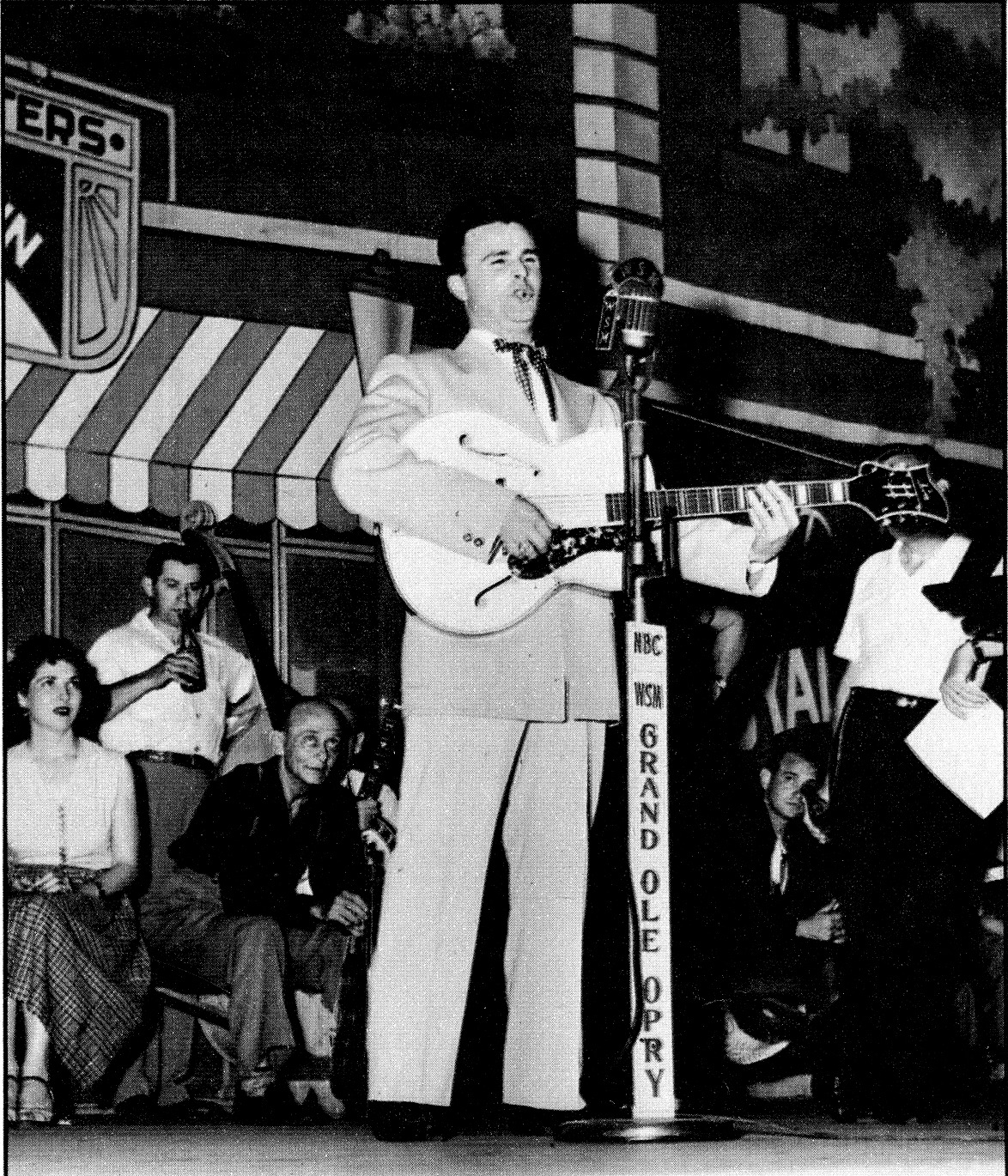
Bobbejaan in der Opry, 1953

Nachdem 1953 mit dem Entertainer Bobbejaan einer der ersten Europäer in der Grand Ole Opry aufgetreten war, absolvieren seitdem immer wieder außeramerikanische Künstler Gastauftritte, wie beispielsweise 1996 die deutsche Cripple Creek Band, 1998 Linda Feller oder 2000 Tom Astor, ebenfalls beide aus Deutschland. 2016 traten die Scorpions in der Grand Ole Opry auf.

## Ehemalige und aktuelle Mitglieder
Siehe Kategorie:Mitglied der Grand Ole Opry